# Blättrige Cladonie
Cladonia foliacea, auch  Blättrige Cladonie genannt, ist eine Flechte mit laubblattartigem Vegetationskörper (Lager). Sie kennzeichnet lichtreiche Standorte auf sauren, mageren Böden.

## Beschreibung
Cladonia foliacea liegt dem Boden locker auf. Sie bildet ein 1 bis 3 Zentimeter große Gebilde aus aufwärts wachsenden blattförmigen Lagern, die zu größeren Rasen zusammentreten können. Die Blättchen sind stark zerteilt, vielfach eingeschnitten und wachsen meist eingekrümmt. Während die Oberseiten grünlich, olivgrün bis graugrün sind, sind die Unterseiten dagegen blass gelblich bis fast weiß gefärbt. Die einzelnen Blättchen erreichen bis zu 3 Zentimeter Länge und 8 Millimeter Breite. Vereinzelt treten an den Rändern kleine schwarze Faserbüschel auf. Stämmchen (Podetien) und Fruchtkörper (Apothecien) werden selten gebildet. Die Podetien sind dann kurz und bechertragend.  

## Verbreitung und Standort
Die Flechtenart ist vom Mittelmeergebiet bis in milde Lagen Skandinaviens verbreitet. In Mitteleuropa wächst sie vor allem im gemäßigten Westen und Norden. Sie besiedelt vorwiegend saure, nährstoffarme Böden oder felsige Untergründe in Sandtrockenrasen, an felsigen Hängen und in flachgründigen, lichten Wäldern.